# Diego Palacios
Diego José Palacios Espinoza (Guayaquil, 12 luglio 1999) è un calciatore ecuadoriano, difensore del Corinthians e della nazionale ecuadoriana.

## Caratteristiche tecniche
È un terzino destro.

## Carriera

### Club
È cresciuto nelle giovanili dell'Aucas.

### Nazionale
Con la nazionale Under-20 ecuadoriana ha preso parte al Sudamericano Under-20 2019 ed al Mondiale Under-20 del medesimo anno.

## Statistiche

### Presenze e reti nei club
Statistiche aggiornate al 10 dicembre 2024.
| Stagione              | Squadra               | Campionato            | Campionato | Campionato | Coppe nazionali | Coppe nazionali | Coppe nazionali | Coppe continentali | Coppe continentali | Coppe continentali | Altre coppe | Altre coppe | Altre coppe | Totale | Totale | Totale |
| Stagione              | Squadra               | Comp                  | Pres       | Reti       | Comp            | Pres            | Reti            | Comp               | Pres               | Reti               | Comp        | Pres        | Reti        | Pres   | Reti   |        |
| --------------------- | --------------------- | --------------------- | ---------- | ---------- | --------------- | --------------- | --------------- | ------------------ | ------------------ | ------------------ | ----------- | ----------- | ----------- | ------ | ------ | ------ |
| 2017                  | Aucas                 | B                     | 40         | 1          |                 | -               | -               |                    | -                  | -                  |             | -           | -           | 40     | 1      |        |
| 2018                  | Aucas                 | A                     | 23         | 0          |                 | -               | -               |                    | -                  | -                  |             | -           | -           | 23     | 0      |        |
| Totale Aucas          | Totale Aucas          | Totale Aucas          | 63         | 1          |                 | -               | -               |                    | -                  | -                  |             | -           | -           | 63     | 1      |        |
| 2018-2019             | Willem II             | ED                    | 27         | 0          | CO              | 5               | 0               |                    | -                  | -                  |             | -           | -           | 32     | 0      |        |
| ago.-dic. 2019        | Los Angeles FC        | MLS                   | 2          | 0          |                 | -               | -               |                    | -                  | -                  |             | -           | -           | 2      | 0      |        |
| 2020                  | Los Angeles FC        | MLS                   | 13         | 0          |                 |                 |                 | CCL                | 5                  | 0                  | MLSB        | 5           | 0           | 23     | 0      |        |
| 2021                  | Los Angeles FC        | MLS                   | 27         | 0          |                 | -               | -               |                    | -                  | -                  |             | -           | -           | 27     | 0      |        |
| 2022                  | Los Angeles FC        | MLS                   | 31         | 1          | OC              | 3               | 0               | LC                 | 1                  | 0                  |             | -           | -           | 35     | 1      |        |
| 2023                  | Los Angeles FC        | MLS                   | 34         | 0          |                 | -               | -               | CCL+LC             | 8+2                | 0                  | CC          | 1           | 0           | 45     | 0      |        |
| Totale Los Angeles FC | Totale Los Angeles FC | Totale Los Angeles FC | 107        | 1          |                 | 3               | 0               |                    | 16                 | 0                  |             | 6           | 0           | 132    | 1      |        |
| 2024                  | Corinthians           | A1/CP+A               | 1+0        | 0          |                 | -               | -               |                    | -                  | -                  |             | -           | -           | 1      | 0      |        |
| Totale carriera       | Totale carriera       | Totale carriera       | 198        | 2          |                 | 8               | 0               |                    | 16                 | 0                  |             | 6           | 0           | 228    | 2      |        |

### Cronologia presenze e reti in nazionale
| Cronologia completa delle presenze e delle reti in nazionale ― Ecuador | Cronologia completa delle presenze e delle reti in nazionale ― Ecuador | Cronologia completa delle presenze e delle reti in nazionale ― Ecuador | Cronologia completa delle presenze e delle reti in nazionale ― Ecuador | Cronologia completa delle presenze e delle reti in nazionale ― Ecuador | Cronologia completa delle presenze e delle reti in nazionale ― Ecuador | Cronologia completa delle presenze e delle reti in nazionale ― Ecuador | Cronologia completa delle presenze e delle reti in nazionale ― Ecuador |
| Data                                                                   | Città                                                                  | In casa                                                                | Risultato                                                              | Ospiti                                                                 | Competizione                                                           | Reti                                                                   | Note                                                                   |
| ---------------------------------------------------------------------- | ---------------------------------------------------------------------- | ---------------------------------------------------------------------- | ---------------------------------------------------------------------- | ---------------------------------------------------------------------- | ---------------------------------------------------------------------- | ---------------------------------------------------------------------- | ---------------------------------------------------------------------- |
| 12-10-2018                                                             | Doha                                                                   | Qatar                                                                  | 4 – 3                                                                  | Ecuador                                                                | Amichevole                                                             | -                                                                      | 31’ 76’                                                                |
| 6-9-2019                                                               | Harrison                                                               | Perù                                                                   | 0 – 1                                                                  | Ecuador                                                                | Amichevole                                                             | -                                                                      | 76’                                                                    |
| 13-10-2019                                                             | Elche                                                                  | Argentina                                                              | 6 – 1                                                                  | Ecuador                                                                | Amichevole                                                             | -                                                                      | 66’                                                                    |
| 14-11-2019                                                             | Portoviejo                                                             | Ecuador                                                                | 3 – 0                                                                  | Trinidad e Tobago                                                      | Amichevole                                                             | -                                                                      |                                                                        |
| 19-11-2019                                                             | Harrison                                                               | Ecuador                                                                | 0 – 1                                                                  | Colombia                                                               | Amichevole                                                             | -                                                                      |                                                                        |
| 13-10-2020                                                             | Quito                                                                  | Ecuador                                                                | 4 – 2                                                                  | Uruguay                                                                | Qual. Mondiali 2022                                                    | -                                                                      | 46’                                                                    |
| 27-6-2021                                                              | Goiânia                                                                | Brasile                                                                | 1 – 1                                                                  | Ecuador                                                                | Coppa America 2021 - 1º turno                                          | -                                                                      |                                                                        |
| 3-7-2021                                                               | Goiânia                                                                | Argentina                                                              | 3 – 0                                                                  | Ecuador                                                                | Coppa America 2021 - Quarti di finale                                  | -                                                                      |                                                                        |
| 14-10-2021                                                             | Barranquilla                                                           | Colombia                                                               | 0 – 0                                                                  | Ecuador                                                                | Qual. Mondiali 2022                                                    | -                                                                      | 87’                                                                    |
| 4-12-2022                                                              | San Salvador                                                           | El Salvador                                                            | 1 – 1                                                                  | Ecuador                                                                | Amichevole                                                             | -                                                                      |                                                                        |
| 1-2-2022                                                               | Lima                                                                   | Perù                                                                   | 1 – 1                                                                  | Ecuador                                                                | Qual. Mondiali 2022                                                    | -                                                                      | 73’                                                                    |
| 12-11-2022                                                             | Madrid                                                                 | Ecuador                                                                | 0 – 0                                                                  | Iraq                                                                   | Amichevole                                                             | -                                                                      |                                                                        |
| Totale                                                                 |                                                                        | Presenze                                                               | 12                                                                     |                                                                        | Reti                                                                   | 0                                                                      |                                                                        |

| Cronologia completa delle presenze e delle reti in nazionale ― Ecuador under 20 | Cronologia completa delle presenze e delle reti in nazionale ― Ecuador under 20 | Cronologia completa delle presenze e delle reti in nazionale ― Ecuador under 20 | Cronologia completa delle presenze e delle reti in nazionale ― Ecuador under 20 | Cronologia completa delle presenze e delle reti in nazionale ― Ecuador under 20 | Cronologia completa delle presenze e delle reti in nazionale ― Ecuador under 20 | Cronologia completa delle presenze e delle reti in nazionale ― Ecuador under 20 | Cronologia completa delle presenze e delle reti in nazionale ― Ecuador under 20 |
| Data                                                                            | Città                                                                           | In casa                                                                         | Risultato                                                                       | Ospiti                                                                          | Competizione                                                                    | Reti                                                                            | Note                                                                            |
| ------------------------------------------------------------------------------- | ------------------------------------------------------------------------------- | ------------------------------------------------------------------------------- | ------------------------------------------------------------------------------- | ------------------------------------------------------------------------------- | ------------------------------------------------------------------------------- | ------------------------------------------------------------------------------- | ------------------------------------------------------------------------------- |
| 18-1-2019                                                                       | Talca                                                                           | Ecuador under 20                                                                | 3 – 0                                                                           | Paraguay under 20                                                               | Sudamericano Sub-20 2019 - 1º turno                                             | -                                                                               | 67’                                                                             |
| 20-1-2019                                                                       | Curicó                                                                          | Uruguay under 20                                                                | 3 – 1                                                                           | Ecuador under 20                                                                | Sudamericano Sub-20 2019 - 1º turno                                             | -                                                                               |                                                                                 |
| 24-1-2019                                                                       | Curicó                                                                          | Perù under 20                                                                   | 1 – 3                                                                           | Ecuador under 20                                                                | Sudamericano Sub-20 2019 - 1º turno                                             | -                                                                               | 30’                                                                             |
| 29-1-2019                                                                       | Rancagua                                                                        | Ecuador under 20                                                                | 2 – 1                                                                           | Argentina under 20                                                              | Sudamericano Sub-20 2019 - Girone finale                                        | -                                                                               |                                                                                 |
| 1-2-2019                                                                        | Rancagua                                                                        | Ecuador under 20                                                                | 0 – 1                                                                           | Uruguay under 20                                                                | Sudamericano Sub-20 2019 - Girone finale                                        | -                                                                               |                                                                                 |
| 4-2-2019                                                                        | Rancagua                                                                        | Ecuador under 20                                                                | 1 – 0                                                                           | Colombia under 20                                                               | Sudamericano Sub-20 2019 - Girone finale                                        | -                                                                               | 44’                                                                             |
| 7-2-2019                                                                        | Rancagua                                                                        | Ecuador under 20                                                                | 0 – 0                                                                           | Brasile under 20                                                                | Sudamericano Sub-20 2019 - Girone finale                                        | -                                                                               | 87’                                                                             |
| 10-2-2019                                                                       | Rancagua                                                                        | Venezuela under 20                                                              | 0 – 3                                                                           | Ecuador under 20                                                                | Sudamericano Sub-20 2019 - Girone finale                                        | -                                                                               |                                                                                 |
| 23-5-2019                                                                       | Bydgoszcz                                                                       | Giappone under 20                                                               | 1 – 1                                                                           | Ecuador under 20                                                                | Mondiale Sub-20 2019 - Girone B                                                 | -                                                                               |                                                                                 |
| 23-5-2019                                                                       | Bydgoszcz                                                                       | Giappone under 20                                                               | 1 – 1                                                                           | Ecuador under 20                                                                | Mondiale Sub-20 2019 - Girone B                                                 | -                                                                               |                                                                                 |
| 26-5-2019                                                                       | Bydgoszcz                                                                       | Ecuador under 20                                                                | 0 – 1                                                                           | Italia under 20                                                                 | Mondiale Sub-20 2019 - Girone B                                                 | -                                                                               | 65’                                                                             |
| 29-5-2019                                                                       | Gdynia                                                                          | Ecuador under 20                                                                | 1 – 0                                                                           | Messico under 20                                                                | Mondiale Sub-20 2019 - Girone B                                                 | -                                                                               |                                                                                 |
| 3-6-2019                                                                        | Lublino                                                                         | Uruguay under 20                                                                | 1 – 3                                                                           | Ecuador under 20                                                                | Mondiale Sub-20 2019 - Ottavi di finale                                         | -                                                                               |                                                                                 |
| 8-6-2019                                                                        | Gdynia                                                                          | Stati Uniti under 20                                                            | 1 – 2                                                                           | Ecuador under 20                                                                | Mondiale Sub-20 2019 - Quarti di finale                                         | -                                                                               | 57’                                                                             |
| 11-6-2019                                                                       | Lublino                                                                         | Ecuador under 20                                                                | 0 – 1                                                                           | Corea del Sud under 20                                                          | Mondiale Sub-20 2019 - Semifinale                                               | -                                                                               |                                                                                 |
| 14-6-2019                                                                       | Gdynia                                                                          | Italia under 20                                                                 | 0 – 1                                                                           | Ecuador under 20                                                                | Mondiale Sub-20 2019 - Finale 3º posto                                          | -                                                                               |                                                                                 |
| Totale                                                                          |                                                                                 | Presenze                                                                        | 20                                                                              |                                                                                 | Reti                                                                            | 0                                                                               |                                                                                 |

## Palmarès

### Club

#### Competizioni nazionali
- MLS Supporters' Shield: 2

Los Angeles FC: 2019, 2022
- Campionato MLS: 1

Los Angeles FC: 2022

#### Competizioni statali
- Campionato paulista: 1

Corinthians: 2025

### Individuale
- Squadra della stagione della CONCACAF Champions League: 2

2020, 2023